# DISCiPLE

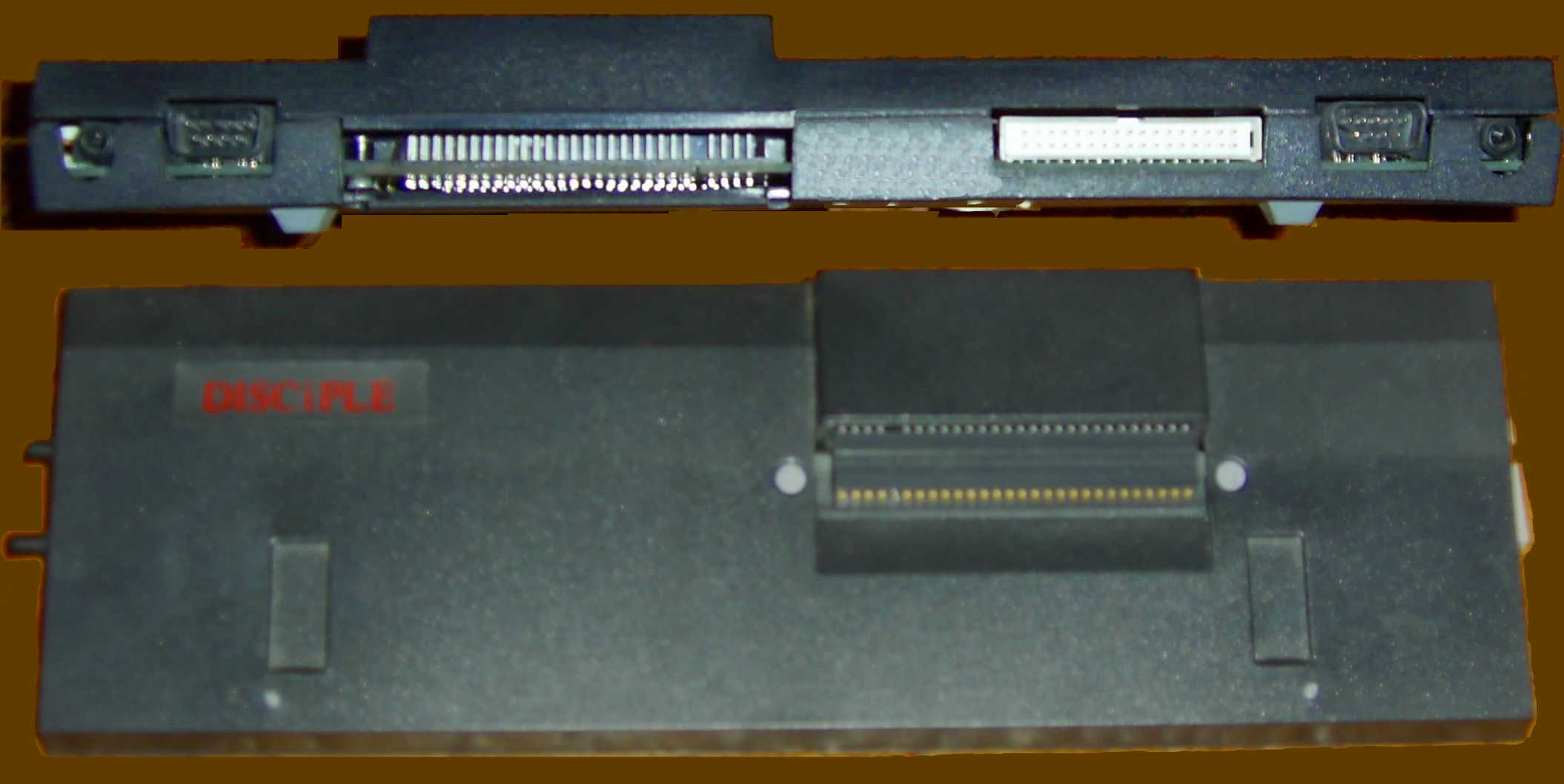
DISCiPLE

DISCiPLE — модуль расширения для ZX Spectrum, включающий дисковый интерфейс. Разработан компанией Miles Gordon Technology (Великобритания), является первым продуктом компании. Продавался компанией Rockfort Products с 1986 года по цене в 84.75 фунтов.
Несмотря на относительно высокую стоимость, устройство получило распространение и популярность. В частности, существовали любительские издания, посвящённые системе — например, DISCiPLE-Nieuwsbrief.
Впоследствии компания Miles Gordon Technology выпустила улучшенную версию дискового интерфейса под названием +D.

## Описание
DISCiPLE по форме и по функциям напоминает ZX Interface 1 и сохраняет совместимость с ним. Как и Interface 1, устройство подключается к системному разъёму компьютера, модуль размещается позади и ниже корпуса Spectrum, и может быть закреплён винтами. Устройство также имеет «сквозной» системный разъём для одновременного подключения других устройств.
В устройстве имеется:
- дисковый интерфейс; могут использоваться различные дисководы со стандартным 34-контактным разъёмом: 3, 3.5, 5.25 дюйма, на 40 и 80 дорожек, одинарной и двойной плотности, односторонние и двусторонние. Может быть подключено до двух дисководов. На форматированном двустороннем диске двойной плотности размещается до 800 КБ данных.
- параллельный порт Centronics для подключения принтера
- порты для подключения двух джойстиков; могут использоваться либо как Kempston (один джойстик) либо как Sinclair (два джойстика).
- порт локальной сети (совместимый с ZX Net)
- «волшебная кнопка» (генерация NMI)
- кнопка отключения устройства — полностью отключает функции модуля, необходимо для совместимости с некоторым оборудованием, например, для использования ZX Interface 1, подключенного через DISCiPLE.

## Операционные системы
Устройство использовало дисковую операционную систему GDOS. Последующие системы компании Miles Gordon Technology, G+DOS (+D) и SAM DOS (SAM Coupé) сохраняли обратную совместимость с этой системой.
Перед использованием GDOS пользователю нужно ответить на ряд вопросов об используемом оборудовании — тип дисковода, принтера и т.п. После этого файл системы можно сохранить на форматированный диск для будущего использования.
В работе операционная система размещается в памяти модуля и не занимает память Spectrum.
В 1991 году компания SD Software выпустила для DISCiPLE и +D новую операционную систему UNI-DOS .